# Ditiokarbamátok

A ditiokarbamátok szerkezeti képlete

A ditiokarbamátok a ditiokarbamidsavból levezethető szerves vegyületek, bennük ditiokarbamát funkciós csoport található. A karbamátokkal analóg szerkezetűek, de bennük mindkét oxigénatomot kén helyettesíti. A nátrium-dietil-ditiokarbamátot a szervetlen kémiában gyakran használják ligandumként. A primer és szekunder aminok nagy része szén-diszulfiddal és nátrium-hidroxiddal reagálva ditiokarbamátot képez. Ezeket a vegyületeket fémek kelátképző ligandumaként használják. A ditiokarbamátok készségesen reagálnak számos fémsóval, például réz(II)-, vas(II)-, vas(III)-, Co(II)- és Ni(II)-vegyületekkel. Ezek a komplexek többnyire oktaéderes koordinációjúak.

## Fordítás
Ez a szócikk részben vagy egészben a Dithiocarbamate című angol Wikipédia-szócikk ezen változatának fordításán alapul.  Az eredeti cikk szerkesztőit annak laptörténete sorolja fel. Ez a jelzés csupán a megfogalmazás eredetét és a szerzői jogokat jelzi, nem szolgál a cikkben szereplő információk forrásmegjelöléseként.